# Burlington (condado de Racine, Wisconsin)
Burlington es un pueblo ubicado en el condado de Racine en el estado estadounidense de Wisconsin. En el Censo de 2010 tenía una población de 6.502 habitantes y una densidad poblacional de 73,11 personas por km².

## Geografía
Burlington se encuentra ubicado en las coordenadas 42°39′12″N 88°14′21″O / 42.65333, -88.23917. Según la Oficina del Censo de los Estados Unidos, Burlington tiene una superficie total de 88.93 km², de la cual 85.21 km² corresponden a tierra firme y (4.19%) 3.72 km² es agua.

## Demografía
Según el censo de 2010, había 6.502 personas residiendo en Burlington. La densidad de población era de 73,11 hab./km². De los 6.502 habitantes, Burlington estaba compuesto por el 97.14% blancos, el 0.31% eran afroamericanos, el 0.29% eran amerindios, el 0.45% eran asiáticos, el 0% eran isleños del Pacífico, el 0.92% eran de otras razas y el 0.89% pertenecían a dos o más razas. Del total de la población el 3.66% eran hispanos o latinos de cualquier raza.